# لاسیب
روستای لاسیب در ۲۴ کیلومتری اردستان در استان اصفهان و بر سر راه اردستان به اصفهان قرار گرفته‌است و با بافت قدیمی و قدمتی بسیار کهن از روستاهای تاریخی ایران نیز به‌شمار می‌آید.دارای مردمانی خونگرم بوده و مکان‌های قدیمی از جمله قنات ان و حمام قدیمی و آسیاب ابی ان از ویژگی‌های این روستای تاریخی است

## آثار تاریخی و مناظر دیدنی
آستان مقدس بارگاه امامزاده سرالدین فرزند امام موسی کاظم و برادر امام رضا با بافت قدیمی در این روستا قرار دارد. این روستا به گونه‌ای در میان کوه‌ها قرار گرفته که باغ‌ها و زمین‌های زراعی روستا در دو دامنه میانی و در یک طرف خانه‌های مسکونی و در طرف دیگر مکان مقدس امامزاده قرار دارد. مناظر طبیعی و بکر این روستا از مناطق بسیار زیبا است که آرام بخش هر انسانی خواهد شد .
از آثار تاریخی روستای لاسیب می‌توان به موارد زیر اشاره کرد. آسیباب آبی، مسجد روستا، امامزاده با سبک معماری قدیمی و کهن، قلعه روستا که در ابتدای روستا واقع شده ولی به علت گذشت زمان هم‌اکنون فقط پایه‌های آن باقی‌مانده و همچنین تونلهای زیر زمینی که در عصرهای گذشته ساکنین جهت امان بودن از دست دشمنان و غارتگران به نحوی درست کرده بودند که در ابتدای روستا دهنه ورودی داشت و افراد از این طریق به داخل آن رفته و از دهنه دیگر آن که در انتها روستا بود خارج می‌شدند.
وجود مناطق با ارتفاع زیاد از سطح دریا و همچنین عدم روشنایی و حتی تاریکی‌های مطلق که در برخی از مناطق این روستا وجود دارد، این روستا را به بهترین منطقه جهت رصد ستارگان در استان اصفهان تبدیل نموده‌است.

## شغل مردم
شغل اصلی اهالی ساکن روستا باغبانی و کشاورزی به همراه دامداری می‌باشد
همچنین ساخت سنگ آسیاب مختص تلاش و کار بی دریغ و بسیار سخت ساکنین این روستا بوده ولی باگذشت زمان این حرفه قدیمی رو به فراموشی گذاشته شده‌است.
مردان این روستا جهت تهیه سنگ آسیاب ابتدا سنگ‌های مناسب را از کوه‌های مخصوص که دارای مشخصات خاصی جهت ساخت این نوع سنگ می‌باشد را از دل کوه با ابزارهای دستی نه با ماشین آلات خارج کرده، سپس با کاری بسیار سخت شروع به تراشیدن سنگ و سوراخ کردن سنگ‌های بزرگ نموده‌اند .

## محصولات
از محصولات باغ‌های این روستا می‌توان به توت، انگور، آلوچه، زردآلو، قیسی، گردو، بادام و میوه اصلی این روستا که نام این روستا هم از ان اقتباس گردیده یعنی سیب اشاره کرد.آب روستای لاسیب از قناتی که سرچشمه آن در کوه‌های اطراف آن است، تأمین می‌شود و آبیاری مزارع و باغات در این روستا به روش سنتی یعنی انتقال آب از قنات به استخر ذخیره آب و از استخر به جوی‌ها و باغات می‌باشد.

## قدمت روستا
قدمت لاسیب به گفته افراد ساکن بسیار طولانی است و همچنین به نوشته کتاب اردستان نامه حتی قبل از وجود شهر اردستان این روستا وجود داشته‌است.
نام روستای لاسیب از دو بخش تشکیل گردیده است
بخش اول ( لا ) و به معنای قرار گرفتن در بین چیزی که در اینجا به معنای قرار گرفتن در بین دو دره و بخش دوم ( سیب ) هم اقتباس از میوه معروف این روستا است.
به همین سبب در زمان‌های گذشته چون درختان سیب فراوانی در این منطقه وجود داشته و همچنین به خاطر اینکه باغ‌های این روستا در بین دره قرار گرفته‌است به آن لاسیب گفته‌اند .

## آب و هوا
روستای لاسیب به واسطه آب و هوای بسیار مطبوع کوهستانی یکی از بهترین مناطق از نظر آب و هوایی است همچنین این روستا به علت آسمانی صاف و نور بسیار کم منطقه و ارتفاع زیاد از سطح زمین، بعلت کوهستانی بودن منطقه، مکانی بسیار مناسب جهت رصد ستارگان می‌باشد به علت وجود همین ویژگی در چند سال اخیر منجمان بی‌شماری جهت رصد ستارگان به این منطقه مراجعه نموده‌اند.

## جمعیت
در سال‌های گذشته جمعیت این روستا در حدود ۵۰ خانوار بود که اکثر خانواده‌ها در فصل بهار و تابستان از شهرهای اصفهان، تهران، اردستان و غیره جهت سکونت به وطن خود مراجعت می‌کردند
اما در چند سال اخیر به علت وجود مشکلات بیشمار جمعیت این روستا بسیار کم و در حدود ۲۰ خانوار گردیده‌است که اغلب از افراد سالمند می‌باشند
این روستا در اطراف خود به چند آبادی دیگر از جمله دهچی، اسماعیل آباد و لاجشک منتهی می‌شود که فاقد سکنه می‌باشند چراکه گذشتگان این آبادی‌ها را جهت امور زراعی ایجاد نموده‌اند
از همسایگان این روستا می‌توان به روستای مونیه سفلی که در ابتدای وردی این روستاست و همچنین روستاهای زائین، علی آباد و توتکان اشاره کرد